# Sean Richardson
Sean Richardson (29 januari 2001) is een Canadees baan- en wegwielrenner. Hij behaalde in 2020 een derde plaats op de ploegenachtervolging tijdens de wereldbeker baanwielrennen in Milton. 